# Erik Stocklassa
Erik Gustaf Stocklassa, född 14 september 1878 i Stockholm, död 27 november 1962 i Stockholm, var en svensk skådespelare och muralmålare.
Han var far till skulptörern Puck Stocklassa.

## Filmografi  i urval
- 1916 – Kampen om hans hjärta
- 1919 – Herr Arnes pengar
- 1923 – Eld ombord